# Neognomidolon poecilum
Neognomidolon poecilum är en skalbaggsart som beskrevs av Martins 1967. Neognomidolon poecilum ingår i släktet Neognomidolon och familjen långhorningar. Inga underarter finns listade i Catalogue of Life.